# Acolasis tachypetes
Acolasis tachypetes är en fjärilsart som beskrevs av Felder 1874. Acolasis tachypetes ingår i släktet Acolasis och familjen nattflyn. Inga underarter finns listade i Catalogue of Life.